# Пољска на Зимским олимпијским играма 2018.
Пољска учествује на Зимским олимпијским играма 2018. које се одржавају у Пјонгчанг у Јужној Кореји од 9. до 25. фебруара 2018. године. Олимпијски комитет Пољске послао је 62 квалификованих спортиста у дванаест спортова. 

## Освајачи медаља

### Злато
- Камил Стох — Скијашки скокови, велика скакаоница

### Бронза
- Маћиеј Кот, Стефан Хула, Давид Кубацки, Камил Стох — Скијашки скокови, велика скакаоница екипно

## Учесници по спортовима
| Спорт                              | Мушкарци | Жене | Укупно |
| ---------------------------------- | -------- | ---- | ------ |
| Алпско скијање                     | 2        | 1    | 3      |
| Биатлон                            | 2        | 5    | 7      |
| Боб                                | 4        | 0    | 4      |
| Брзо клизање                       | 8        | 6    | 14     |
| Брзо клизање на кратким стазама на | 1        | 2    | 3      |
| Нордијска комбинација              | 4        | 0    | 4      |
| Санкање                            | 4        | 2    | 6      |
| Скијашки скокови                   | 5        | 0    | 5      |
| Скијашко трчање                    | 3        | 4    | 7      |
| Слободно скијање                   | 0        | 1    | 1      |
| Сноубординг                        | 2        | 4    | 6      |
| Уметничко клизање                  | 1        | 1    | 2      |
| 12 спортова                        | 36       | 26   | 62     |